# LATAM Airlines Perú
LATAM Airlines Perú (vroeger bekend als LAN Peru) is een Peruaanse luchtvaartmaatschappij met haar thuisbasis in Lima. Zij voert binnen- en buitenlandse vluchten uit met eigen vliegtuigen en vliegtuigen van de moedermaatschappij LATAM Airlines Chile.

## Geschiedenis
LAN Peru is opgericht in 1997 als Linea Aerea del Sur door LAN Chile, Emilio Rodrguez Larrain en Inversiones Aereas. Voor de start werd de naam gewijzigd in LAN Peru.

## Bestemmingen
LAN Peru voert lijnvluchten uit naar:
Binnenland:
- Arequipa, Chiclayo, Cuzco, Iquitos, Juliaca, Lima, Piura, Pucallpa, Puerto Maldonado, Tacna, Tarapoto, Trujillo.

Buitenland:
- Bogota, Buenos Aires, Caracas, Guayaquil, La Paz, Los Angeles, Mexico-Stad, Miami, Quito, Santa Cruz de la Sierra, Santiago, São Paulo.

## Vloot
De vloot van LATAM Airlines Perú bestaat uit:
- 2 Airbus AB319-100